# Mydaea micans
Mydaea micans este o specie de muște din genul Mydaea, familia Muscidae, descrisă de Ringdahl în anul 1936. Conform Catalogue of Life specia Mydaea micans nu are subspecii cunoscute.